# Конотопська волость
Конотопська волость — адміністративно-територіальна одиниця Конотопського повіту Чернігівської губернії з волосним правлінням у повітовому місті Конотоп.
Станом на 1885 рік складалася з 25 поселень, 34 сільських громад. Населення — 14913 осіб (7314 чоловічої статі та 7599 — жіночої), 2526 дворових господарства.
|                     | Площа, десятин | У тому числі орної, дес. |
| ------------------- | -------------- | ------------------------ |
| Сільських громад    | 15001          | 13579                    |
| Приватної власності | 18863          | 10752                    |
| Іншої власності     | 40             | —                        |
| Загалом             | 33904          | 24331                    |

Основні поселення волості:
- Гути — колишнє державне та власницьке село, 307 осіб, 50 дворів, православна церква, постоялий двір.
- Жолдаки — колишнє державне село при річці Сейм, 607 осіб, 95 дворів, православна церква, постоялий будинок.
- Підлипне  — колишнє державне та власницьке село, 3198 осіб, 563 двори, православна церква, школа, 6 постоялих будинків, 2 лавки, 2 вітряних млини, крупорушка.
- Соснівка — колишнє державне та власницьке село, 2310 осіб, 372 двори, православна церква, постоялий двір, 2 постоялих будинки, 2 лавки, 2 вітряних млини, крупорушка.
- Хижки — колишнє державне та власницьке село при річці Сейм, 1160 осіб, 183 двори, православна церква, постоялий будинок.
- Шаповалівка — колишнє державне та власницьке село, 1075 осіб, 200 дворів, православна церква, постоялий будинок.